# جو بينديك
جو بينديك (بالإنجليزية: Joe Bendik) (25 أبريل 1989 بماريتا في الولايات المتحدة - ) هو لاعب كرة قدم أمريكي في مركز حراسة المرمى. شارك مع منتخب الولايات المتحدة تحت 17 سنة لكرة القدم ومنتخب الولايات المتحدة تحت 20 سنة لكرة القدم. أما مع النوادي، فقد لعب مع أورلاندو سيتي ونادي تورونتو ونادي سوغندال لكرة القدم وبورتلاند تمبرز وAtlanta Silverbacks U23's ‏.

## وصلات خارجية
- جو بينديك على موقع الدوري الأمريكي (الإنجليزية)
- جو بينديك على موقع إي إس بي إن إف سي (الإنجليزية)
- جو بينديك على موقع قاعدة بيانات كرة القدم.إي يو (الإنجليزية)
- جو بينديك على موقع Soccerway.com (الإنجليزية)
- جو بينديك على موقع عالم كرة القدم.نت (الإنجليزية)
- جو بينديك على موقع AS.com (الإسبانية)